# Warp Records
Warp Records ist ein unabhängiges Musiklabel für elektronische Musik in Großbritannien.

## Geschichte
Warp Records wurde 1989 von Steve Beckett und Rob Mitchell in Sheffield gegründet, hat seinen Hauptsitz aber mittlerweile nach London verlegt. Der Begriff WARP stand ursprünglich für Weird And Radical Projects, wurde später aber auch als Akronym für We Are Reasonable People verwendet.
Die erste Veröffentlichung war Forgemasters Track With No Name und wurde in einer 500er Auflage mit Hilfe eines Kredits veröffentlicht. Die ersten Veröffentlichungen war stilistisch richtungsweisend für den minimalistischen, als  Bleep & Clonk bezeichneten Sound. Bereits die fünfte Veröffentlichung LFO von LFO erreichte die Top 20 der englischen Singlecharts mit 120.000 verkauften Einheiten. 1991 veröffentlichten Warp Records das erste Album C.C.C.D. (als Vinyl: C.C.E.P.) von Sweet Exorcist.
Die zweite Phase begann für Warp Records mit der als (Artificial Intelligence) bezeichneten Reihe, in der unter anderem Künstler wie Autechre, Aphex Twin und Black Dog Productions veröffentlichten. Artificial Intelligence stand für einen abwechslungsreicheren, komplexeren Sound, der nur sehr begrenzt clubtauglich war.
Seit 1998 veröffentlicht Warp zunehmend auch Musik abseits elektronischer Musik. Es finden sich auch Veröffentlichungen von Künstlern, welche eher dem Hip-Hop oder der Indie-Szene zugerechnet werden können. So finden sich im Katalog Veröffentlichungen der Downbeat-Musiker Nightmares on Wax oder der Indieband Gravenhurst.
Im Januar 2004 startete Warp Records den Online-Händler Bleep.com. Warp verzichtet auf jegliches Digital Rights Management (DRM) und setzt auf mit LAME enkodierte MP3- und FLAC-Dateien.

## Bedeutung
Warp Records gilt aus heutiger Sicht als Pionier der Electronica-Musik und ist nach wie vor eines der bedeutendsten Labels dieser Musikrichtung. Viele der ehemals unbekannten Künstler zählen heute zu den Stars der Szene. Darüber hinaus haben zahlreiche Warp-Veröffentlichungen, insbesondere die Artificial Intelligence Reihe, mittlerweile den Status von Klassikern.
Die Optik von Warp Veröffentlichungen, der Internetseite und Warp Merchandise wird schon seit der Frühzeit des Labels von The Designers Republic, eines Designstudios aus Sheffield, geprägt.

## Künstler
- Anti-Pop Consortium
- Aphex Twin
- Autechre
- Battles
- Bibio
- Boards of Canada
- Broadcast
- Brothomstates
- CANT
- Chris Clark (Clark)
- Darkstar
- Forgemaster
- Flying Lotus
- Future Brown
- Vincent Gallo
- Gonjasufi
- Gravenhurst
- Grizzly Bear
- Hudson Mohawke
- Jamie Lidell
- Jackson and his Computer Band
- Jeremiah Jae
- Jimmy Edgar
- Kenny Larkin
- LFO
- Luke Vibert
- Maxïmo Park
- Mira Calix
- Mount Kimbie
- Move D
- Nightmares on Wax
- Patten
- Plaid
- Prefuse 73
- Richard Devine
- Richard H. Kirk
- Russell Haswell
- Rustie
- Seefeel
- Speedy J
- Squarepusher
- Sweet Exorcist
- The Hundred in the Hands
- Two Lone Swordsmen

## Sublabel
Warp Records betreibt einige Sublabel:
- Gift Records
- Lex Records
- Arcola

Weiterhin existiert das Filmlabel Warp Films.